# Björn Gustafsson
For skuespilleren født 1934, se Björn Gustafson.
Björn Gustafsson (født 19. februar 1986 i Göteborg, Sverige) er en svensk komiker og skuespiller.
Han er søn af Lars Olof Gustafsson.
Han er kæreste med skuespilleren Alba August.